# Phyllhermannia
Phyllhermannia – rodzaj roztoczy z kohorty mechowców i rodziny Hermanniidae.
Rodzaj ten został opisany w 1910 roku przez Antonia Berlesego. Gatunkiem typowym wyznaczono Hermannia phyllophora. Według Luisa Subíasa stanowi podrodzaj rodzaju Hermannia, ale Matthwew Colloff traktuje go jako osobny rodzaj.
Mechowce te mają zaokrągloną hysterosomę. Tarczki genitalne i analne znajdują się na osobnej tarczce wentralnej. Szew między tarczką genitalną i analną nieobecny. Szczeciny notogastralne spłaszczone.
Rodzaj kosmopolityczny.
Należy tu blisko 80 opisanych gatunków:
- Phyllhermannia ababa Corpuz-Raros, 2009
- Phyllhermannia acelepha Colloff, 2011
- Phyllhermannia africana Balogh, 1958
- Phyllhermannia angulata Balogh et Mahunka, 1966
- Phyllhermannia areolata Aoki, 1970
- Phyllhermannia bandabanda Colloff, 2011
- Phyllhermannia berlesei Mondal, 1984
- Phyllhermannia bimaculata Hammer, 1979
- Phyllhermannia becki Pérez-Íñigo et Baggio, 1988
- Phyllhermannia canlaonensis Corpuz-Raros, 2009
- Phyllhermannia clavata (Mahunka, 1985)
- Phyllhermannia colini Colloff, 2011
- Phyllhermannia colloffi Luxton, 1991
- Phyllhermannia comparabilis (Wet, 1993)
- Phyllhermannia coronata Mahunka, 1991
- Phyllhermannia craticula Colloff, 2011
- Phyllhermannia croajingolongensis Colloff, 2011
- Phyllhermannia curvata Corpuz-Raros et Gruèzo, 2009
- Phyllhermannia dentata (Trägårdh, 1931)
- Phyllhermannia dinghuensis (Lu et Wang, 1995)
- Phyllhermannia engelbrechti Wet, 1993
- Phyllhermannia errinundrae Colloff, 2011
- Phyllhermannia eusetosa Lee, 1985
- Phyllhermannia exobothridialis (Wet, 1993)
- Phyllhermannia exornata Balogh, 1964
- Phyllhermannia falklandica P. Balogh, 1988
- Phyllhermannia filipina Corpuz-Raros et Gruèzo, 2009
- Phyllhermannia foliata Hammer, 1966
- Phyllhermannia forsteri P. Balogh, 1985
- Phyllhermannia foveolata Sanyal, 1990
- Phyllhermannia gigas Colloff, 2011
- Phyllhermannia gladiata Aoki, 1965
- Phyllhermannia hunti Colloff, 2011
- Phyllhermannia javensis Hammer, 1979
- Phyllhermannia kanoi (Aoki, 1959)
- Phyllhermannia leei Colloff, 2011
- Phyllhermannia lemannae Colloff, 2011
- Phyllhermannia leytensis Corpuz-Raros et Gruèzo, 2009
- Phyllhermannia leonilae Colloff, 2011
- Phyllhermannia longipediseta Corpuz-Raros, 2009
- Phyllhermannia louisiae (Wet, 1993)
- Phyllhermannia luxtoni Colloff, 2011
- Phyllhermannia malindangensis Corpuz-Raros, 2009
- Phyllhermannia mauritii (Jacot, 1936)
- Phyllhermannia modesta Mahunka, 1978
- Phyllhermannia mollis Hammer, 1966
- Phyllhermannia namadjiensis Colloff, 2011
- Phyllhermannia natalensis (Wet, 1993)
- Phyllhermannia nathanaeli (Wet, 1993)
- Phyllhermannia neonominata (Subías, 2004)
- Phyllhermannia neotropica (Woas, 1992)
- Phyllhermannia notogastralis (Wet, 1993)
- Phyllhermannia pacifica Hammer, 1972
- Phyllhermannia pauliani Balogh, 1964
- Phyllhermannia phylliformis (Wet, 1993)
- Phyllhermannia phyllophora (Michael, 1908)
- Phyllhermannia pinicola Corpuz-Raros et Gruèzo, 2011[4]
- Phyllhermannia pocsi (Mahunka, 1985)
- Phyllhermannia pulchra Aoki, 1973
- Phyllhermannia punctata Sanyal, 1990
- Phyllhermannia quadrirotunda Hammer, 1979
- Phyllhermannia rubra Hammer, 1966
- Phyllhermannia samarensis Corpuz-Raros, 2009
- Phyllhermannia sauli Colloff, 2011
- Phyllhermannia sculpturata (Mahunka, 1983)
- Phyllhermannia serrata Balogh et Mahunka, 1966
- Phyllhermannia setiformis (Wet, 1993)
- Phyllhermannia similis Balogh et Mahunka,  1967
- Phyllhermannia spathulata (Mahunka, 1985)
- Phyllhermannia strigosa Colloff, 2011
- Phyllhermannia tanjili Colloff, 2011
- Phyllhermannia tenuiseta P. Balogh, 1988
- Phyllhermannia transvaalensis (Wet, 1993)
- Phyllhermannia tremicta Mahunka, 1978
- Phyllhermannia truncata Wang, 1993
- Phyllhermannia tuberculata (Covarrubias, 1967)
- Phyllhermannia vermicula (Corpuz-Raros, 2009)